# Nyagla (sockenhuvudort i Kina, Qinghai Sheng, lat 32,04, long 96,84)
Nyagla (kinesiska: 娘拉, 娘拉乡, 娘贡) är en sockenhuvudort i Kina. Den ligger i provinsen Qinghai, i den nordvästra delen av landet, omkring 680 kilometer sydväst om provinshuvudstaden Xining. Antalet invånare är 3 404. Befolkningen består av 1 620 kvinnor och 1 784 män. Barn under 15 år utgör 30 %, vuxna 15-64 år 64 %, och äldre över 65 år 5,0 %.
Runt Nyagla är det glesbefolkat, med 8 invånare per kvadratkilometer. Det finns inga andra samhällen i närheten. Trakten runt Nyagla består i huvudsak av gräsmarker.
Genomsnittlig årsnederbörd är 820 millimeter. Den regnigaste månaden är juni, med i genomsnitt 183 mm nederbörd, och den torraste är december, med 3 mm nederbörd.